# Srebrny podział

Srebrny prostokąt

Srebrny podział – stała matematyczna, której nazwa nawiązuje do złotego podziału. Podobnie jak ilorazy dwóch kolejnych liczb Fibonacciego zbiegają do odwrotności złotej liczby (tzn. do {\displaystyle 1/\varphi }), tak odwrotność srebrnej liczby jest granicą ilorazów dwóch kolejnych liczb Pella. Dwa odcinki będące w srebrnym podziale mają się więc do siebie tak, jak bok jednostkowego kwadratu do jego przekątnej.

Srebrny podział w ośmiokącie foremnym

## Definicja
Srebrny podział {\displaystyle (\delta _{S})} definiuje się jako liczbę niewymierną, będącą sumą liczby 1 i pierwiastka kwadratowego z 2, czyli:
{\displaystyle \delta _{S}=1+{\sqrt {2}}\approx 2{,}41421\ 35623\ 73095\ 04880\ 16887\ 24210}
Z definicji wynika, że:
{\displaystyle (\delta _{S}-1)^{2}=2.}
Srebrny podział może być również zdefiniowany jako prosty ułamek łańcuchowy [2; 2, 2, 2,...]:
{\displaystyle \delta _{S}=2+{\cfrac {1}{2+{\cfrac {1}{2+{\cfrac {1}{2+\ddots }}}}}}}
Potęgi liczby srebrnej da się wyrazić tak:
{\displaystyle \delta _{S}^{n}=P(n)\delta _{S}+P(n-1)} dla n>0, gdzie P(n) to n-ta liczba Pella, analogicznie do podobnej równości dla liczby phi wykorzystującej liczby Fibonacciego.

### Wyprowadzenie
Dzielone części oznaczmy jako, a i b; z definicji s. podziału zachodzi: {\displaystyle {\frac {a}{b}}={\frac {2a+b}{a}}=\delta _{S},} co można skrócić do {\displaystyle {\frac {a}{b}}=2+{\frac {b}{a}}=\delta _{S},} więc {\displaystyle \delta _{S}=2+{\frac {1}{\delta _{S}}}.} Jest to równanie kwadratowe, ma dodatni pierwiastek równy {\displaystyle \delta _{S}=1+{\sqrt {2}}} (dla sposobu rozwiązania vide: równanie kwadratowe).

## Właściwości trygonometryczne
Srebrny podział ma związek z kątem {\displaystyle {\frac {\pi }{8}}}.
{\displaystyle \operatorname {ctg} {\frac {\pi }{8}}=1+{\sqrt {2}}}

## Wykorzystanie
Srebrny podział jest stosowany w architekturze – w Polsce według badania O. Vogta i in. wystąpił w 76% analizowanych budynków w Krakowie.